# Пештере (Караш-Северін)
Пештере (рум. Peștere) — село у повіті Караш-Северін в Румунії. Входить до складу комуни Константін-Дайковічу.
Село розташоване на відстані 330 км на північний захід від Бухареста, 34 км на північний схід від Решиці, 78 км на схід від Тімішоари.

## Населення
За даними перепису населення 2002 року у селі проживали 264 особи, усі — румуни. Усі жителі села рідною мовою назвали румунську.